# Parque Central de Arona
El parque Central es un espacio público de 42 000 m² ubicado en el centro turístico de Playa de Las Américas, en el municipio de Arona, Tenerife, Islas Canarias. Cuenta con varias plazas, juegos para niños y aparcamientos, y una representaciòn de flora canaria y tropical. Linda con colegios, juzgados, hospital, urbanizaciones residenciales y carreteras.
El parque fue encargado por el Cabildo de Tenerife y diseñado por GBGV Arquitectos (Arq. Jorge Mosquera Paníagua) y por el botánico Carlo Morici. Fue inaugurado en el 2004.
Cuenta con una red de caminos que entrelaza una serie de plazas de geometría triangular. Existe una sección plantada con palmeras, con dos pirámides cubiertas de plantas tapizantes, y otra sección repoblada con flora autóctona del Sur de Tenerife. El barranco del Camisón cruza el parque, densamente repoblado con flora autóctona. El colegio está rodeado por alineaciones de tamarindos y macadamias.

## Flora
Aproximadamente un tercio de la superficie hospeda una colección de palmeras, de más de 40 especies, plantadas en una cuadrícula de 6 x 6 m y entemezcladas con árboles tropicales, abundando la familia de las Bombacaceae, con Chorisia speciosa, Bombax ceiba, Ceiba pentandra y varios baobabs: Adansonia digitata y Adansonia grandidieri. La plaza próxima a los juzgados cuenta con 10 ejemplares de baobab africano (Adansonia digitata). 
El resto de la superficie hospeda flora autóctona del Sur de Tenerife. Parte de ella había sido destruida con el pasar de los años y Morici diseñó una reconstrucción ambiental de matorral costero canario, típicamente caracterizado por Euphorbia balsamifera (tabaibas) y Euphorbia canariensis (cardones). En varios rincones se han plantado los almácigos (Pistacia atlantica) que son el árbol del Municipio de Arona, y docenas de ejemplares de Dracaena draco (dragos) y Phoenix canariensis (palmeras canarias) bordean el barranco.
Los alrededores del colegio cuentan con alineaciones de tamarindos y macadamias, en los aparcamiento hay ejemplares de Melicoccus bijugatus, Cassia javanica y otros.